# Leuchtturm-Gruppe
Die Leuchtturm-Gruppe (eigene Schreibweise auch LEUCHTTURM GRUPPE) ist ein Industrie- und Handelsunternehmen mit Sitz in Geesthacht bei Hamburg, das als weltweit führender Anbieter von Sammelalben für Briefmarken und Münzen gilt. Kunden sind sowohl der Groß- und Einzelhandel in In- und Ausland als auch Konsumenten. Die Firmenanteile werden mehrheitlich von der Familie Stürken gehalten.

## Geschichte
Am 8. Mai 1917 gründete der Steindrucker und Lithograph Paul Koch gemeinsam mit einem Partner in Aschersleben die Firma Koch & Bein (ab 1923 Paul Koch GmbH), die die heute noch herausgegebenen KABE-Briefmarkenalben herstellte. Der 1923 geschützte Markenname KABE leitete sich von den Anfangsbuchstaben der KOMET Briefmarkenalben her. Im Jahre 1937 musste Koch den KABE-Verlag an die Ascherslebener Familie Volkhardt verkaufen.
Nach der Verstaatlichung ihres Betriebes flohen Volkhardts 1953 mit den Druckvorlagen für die Briefmarkenalben nach Göppingen und bauten dort die Firma neu auf. Paul Koch hatte bereits 1948 in Hamburg einen neuen Briefmarkenalben-Verlag gegründet – den Leuchtturm Albenverlag. Sein Sohn Eberhard Koch verkaufte den Verlag 1959 an den Hamburger Kaufmann Wolfgang Schön. Dieser holte 1962 den Hamburger Kaufmann Kurt Stürken ins Unternehmen, der das Exportgeschäft für den Briefmarkenalben-Verlag entwickelte. In den folgenden Jahrzehnten erwarb Stürken sukzessive die Mehrheit vom kinderlosen Wolfgang Schön. 1972 wurde Kurt Stürken geschäftsführender Gesellschafter und war bis 1998 im operativen Geschäft der Unternehmens eingebunden.
Ab 1992 kooperierten die beiden von Paul Koch gegründeten Briefmarkenalben-Verlage KABE und Leuchtturm auf den Feldern Produktion und Einkauf. Als die Nachfolge bei KABE nicht gelöst werden konnte, war es naheliegend, 1997 beide Unternehmen zu fusionieren. Seit 1997 ist Axel Stürken in der Firmenleitung aktiv, sein jüngerer Bruder Max seit 2003.
2019 wurden Kurt Stürken, Axel Stürken und Max Stürken als Gesellschafter der Leuchtturm-Gruppe zu Familienunternehmern des Jahres gekürt.
Die Leuchtturm-Gruppe hat die Rechtsform einer GmbH & Co. KG und beschäftigt ca. 500 Mitarbeiter an neun Standorten: Geesthacht, Fairfield (New Jersey, USA), Dorval (Kanada), Körmend (Ungarn), Guangzhou und Shanghai (VR China), Sahline (Tunesien), Vimperk (Tschechien) sowie Örebro (Schweden) in Produktion, Verwaltung, Heimarbeit und Außendienst.

## Produkte

Logo der Leuchtturm Alben

Seit der Firmengründung 1917 beschäftigt sich Leuchtturm mit der Herstellung von Briefmarkenalben. Dazu gehören Briefmarken-Einsteckalben sowie als das wohl bekanntestes Produkt von Leuchtturm, das sogenannte SF-Album, ein Briefmarken-Vordruckalbum mit Klemmtaschen.
Darüber hinaus gibt Leuchtturm den seit 1931 bestehenden Deutschland Netto Katalog (DNK) heraus. Es handelt sich um einen Briefmarkenkatalog, der alle deutschen Briefmarken seit 1848 katalogisiert und nach MICHEL-Nummern nummeriert ist.
Seit der Einführung der Euromünzen im Jahr 2002 ist Leuchtturm auch ein bedeutender Hersteller von Münzalben sowie Koffern, Kassetten und Kapseln für das Sammeln von Münzen. Seit 2003 gibt Leuchtturm mit dem Eurokatalog ein Standardwerk für alle in der Eurozone herausgegebenen Kurs- und Gedenkmünzen heraus. Neben dem Zubehör für Briefmarken- und Münzensammler gehören Papier-, Büro- und Schreibwaren sowie Fotoalben und Papeteriewaren zum Sortiment, darunter insbesondere Notizbücher und Kalender, die seit 2005 unter der Marke Leuchtturm1917 und unter der Leitung von Philip Döbler vertrieben werden.
Die Briefmarken-Vordruckalben von Leuchtturm sind ebenso wie die Kataloge DNK und Eurokatalog in Deutschland aufgrund des Buchpreisbindungsgesetzes und in Österreich aufgrund des Bundesgesetzes über die Preisbindung bei Büchern preisgebundene Verlagsartikel.

## Tochtergesellschaften und weitere Marken (Auswahl)
Im April 2000 wurde die Tochtergesellschaft Torquato AG mit Sitz in Geesthacht gegründet. Sie ist ein Multichannel-Unternehmen und beschäftigt unter der Leitung von Moritz Stürken über ca. 70 Mitarbeiter. Torquato vertreibt Lifestyle- und Geschenkartikel im weitesten Sinne im Online- und Versandhandel sowie über ein Filialnetz in Hamburg (Hohe Bleichen), Düsseldorf (Nähe Königsallee), Berlin (Nähe Kurfürstendamm), Münster (Nähe Prinzipalmarkt), Frankfurt am Main (Kaiserstraße), München (Prannerstraße).
Die Leuchtturm-Gruppe übernahm im Jahr 2014 die Marken Semikolon (handgefertigte Fotoalben, Notizbücher und Schachteln) und Treuleben & Bischof (handgefertigte Kalender und Notizbücher, Lederwaren). 2016 wurde die in Hamburg ansässige Bethge GmbH gekauft, die hochwertige Drucksachen, Lederwaren und Schreibgeräte vertreibt. Bethge betreibt einen Onlineshop sowie Ladengeschäfte in Hamburg, Düsseldorf und München.
In den USA seit 1967 und Kanada seit 1972 werden unter der Firmenbezeichnung „Lighthouse Publications“ Produkte des Unternehmens vertrieben.